# 楊貴妃 (能)
楊貴妃（ようきひ）とは、日本の能の1つであり、金春禅竹によって作られた。
本作は、中国唐代の詩人・白居易の『長恨歌』を基にしつつ、日本の『源氏物語・桐壺』の描写も取り入れて成立した。構成は一場物であり、能の分類では三番目物（鬘物）に属する。

## あらすじ
唐玄宗に仕える道教の方士が、玄宗の命を受けて楊貴妃の霊を探し求め、常世国の蓬莱宮へと赴く。彼はそこで楊貴妃の居所、太真殿の所在を聞き出し、訪れるとともに来意を伝える。やがて、九華帳の奥から、華やかな漢服をまとった楊貴妃が姿を現し、玄宗の深い思慕の情を知って感涙する。方士の願いに応じ、楊貴妃は自身の簪を形見として託し、玄宗に届けるよう告げる。そして、かつて驪山宮で舞った『霓裳羽衣曲』舞い、涙ながらに方士を見送りながら、この世の無常を嘆くのだった。